# Samantha Smith (Schauspielerin, 1972)

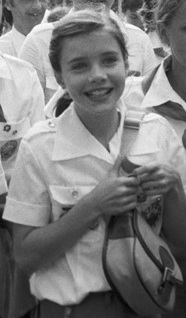
Samantha Smith beim Besuch des Pionierlagers Artek in der UdSSR (Juli 1983)

Samantha Reed Smith (* 29. Juni 1972 in Houlton, Maine; † 25. August 1985 in Auburn, Maine) war eine US-amerikanische Schülerin, Friedensaktivistin und Schauspielerin.

## Leben
Samantha Smith wurde 1972 in der Kleinstadt Houlton im Neuengland-Staat Maine geboren. Ihr Vater Arthur Smith arbeitete als Literaturdozent an der Universität von Maine in Augusta und ihre Mutter Jane Goshorn als Sozialarbeiterin. Ab 1980 besuchte sie die Manchester Elementary School.
Im November 1982 schrieb die damals Zehnjährige einen Brief an den zu dieser Zeit frisch gewählten KPdSU-Generalsekretär Juri Andropow, in dem sie ihm zu seinem neuen Amt gratulierte und ihre Sorge vor einem Nuklearkrieg zwischen den Weltmächten ausdrückte. Ihr Brief wurde in der damals bedeutendsten russischen Tageszeitung Prawda veröffentlicht. Dass ihr Brief zur Kenntnis genommen wurde, erfreute Samantha Smith, jedoch vermisste sie eine Antwort und wandte sich deshalb an den sowjetischen Botschafter in Washington, D.C.
Im April 1983 erhielt sie tatsächlich einen Antwortbrief von Juri Andropow, in dem er seine Sicht der Dinge äußerte und sie zu einem Besuch in der Sowjetunion einlud. Die zweiwöchige Reise von Samantha Smith im Juli 1983 nach Moskau verursachte in der internationalen Presse großes Aufsehen. Besuche im damaligen Leningrad, das berühmte sowjetische Pionierlager Artek auf der Krim sowie Treffen mit gleichaltrigen Schülern führten bei ihr zur Schlussfolgerung, dass die Russen „wie wir sind“. Zu einem persönlichen Treffen mit Andropow kam es allerdings nicht mehr, weil er bereits schwer erkrankt war. Sie sprachen jedoch per Telefon miteinander. Ihre Medienpräsenz hatte zur Folge, dass sie neben Einladungen ins Ausland auch Schauspielangebote erhielt. 1985 stand sie neben Robert Wagner in drei Folgen der achtteiligen Fernsehserie Lime Street vor der Kamera.
Am 25. August 1985 stürzte beim Rückflug von Dreharbeiten zu der Fernsehserie Lime Street das Flugzeug des Typs Beechcraft 99 mit Samantha Smith, ihrem Vater, vier weiteren Passagieren und zwei Crewmitgliedern beim Landeanflug unweit der Landebahn des Lewiston-Auburn Regional Airport ab, nachdem es noch Bäume gestreift hatte. Alle acht Bordinsassen kamen dabei ums Leben.

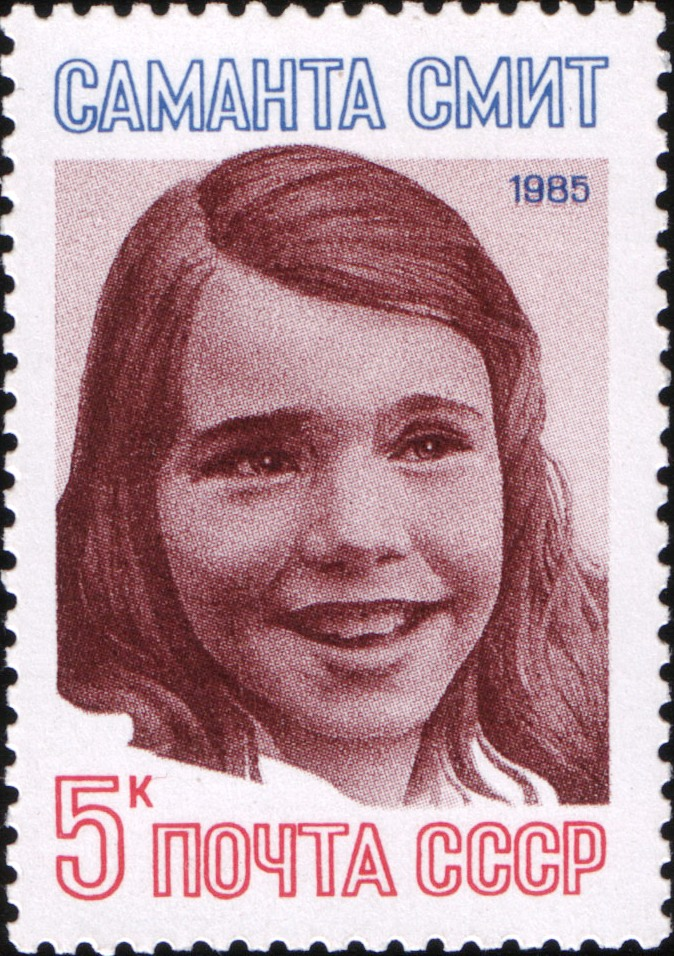
5 Kopeken-Briefmarke der UdSSR mit Samant(h)a Smit(h) in Kyrillischer Schrift

## Gedenken
- Nach ihrem Tod veröffentlichte Michail Gorbatschow einen Nachruf auf Samantha Smith.
- Außerdem gab die Sowjetunion eine Briefmarke mit dem Konterfei von Samantha Smith heraus.
- Ein 1986 von der russischen Astronomin Ljudmila Iwanowna Tschernych entdeckter Asteroid erhielt Smith zu Ehren den Namen (3147) Samantha.
- Die Sowjetunion benannte  eine Rose und einen in Sibirien gefundenen Diamanten nach ihr.
- Nach ihrem Tod wurde Samantha Smith mit dem ersten Preis des Children’s Peace Award ausgezeichnet.
- In ihrem Heimatstaat Maine wurde eine Grundschule nach ihr benannt.
- Eine Statue, die sie beim Freilassen einer Taube mit einem Bärenjungen zu ihren Füßen zeigt (eine Anspielung auf Maine und Russland) steht vor dem Maine State House, dem Sitz des Parlaments des US-Bundesstaates Maine in Augusta.

## Filmografie
- 1984: Charles in Charge (Fernsehserie, eine Folge)
- 1985: Lime Street (Fernsehserie, drei Folgen)